# Marcel Rubin
Pour les articles homonymes, voir Rubin.
Marcel Rubin  (né le 7 juillet 1905 à Vienne ; † 12 mai 1995 à Vienne) est un compositeur autrichien, chef d'orchestre, critique de musique, administrateur d'associations de musique.

## Biographie
Marcel Rubin a suivi un cours en harmonie avec Richard Stöhr à l'Académie de musique de Vienne, où il a étudié le contrepoint avec Franz Schmidt et le piano avec Richard Robert. En 1925-1927, il a pris des leçons privées de composition avec Darius Milhaud à Paris. Il a également étudié le droit à l'Université de Vienne et a obtenu un doctorat pour ces deux disciplines, Dr phil. 1933 et Dr iur. 1934.
Puis Rubin a travaillé dans un cabinet d'avocats tout en dirigeant en 1936 avec Friedrich Wildgans une série renommée de concerts de « musique contemporaine ».
Le jour de l'« Anschluss » de l'Autriche en 1938, Rubin a été contraint d'émigrer en tant que juif. D'abord, il a fui à Paris avec sa sœur. En septembre 1939, il a été interné comme « étranger ennemi ». Plus tard, il a été déplacé vers le camp d'internement : Camp des Rochères et de la Poterie de Meslay-du-Maine, et en février 1940 vers le camp de Damigny près d'Alençon. Là, il compose la musique pour le « Dachau-Lied (de) » de Jura Soyfer (en), plus connu aujourd'hui dans la version de Herbert Zipper (en) qu'il ne connaissait pas. Avant la chute de la France, le camp qui était géré par les britanniques, a été fermé et les internés libérés. À l'automne 1940, Rubin a réussi à arriver à Marseille avec sa famille. Là, il est devenu membre du Parti communiste d'Autriche (KPÖ), et le restera jusqu'en 1969, quand il a démissionné en signe de protestation contre la répression du Printemps de Prague.
En 1942, Rubin réussit à fuir vers le Mexique. À Mexico, il a été répétiteur de chœur à l'Opéra, où avait fui aussi l'autrichien Karl Alwin (de) engagé comme chef d'orchestre. En tant que chef du « chœur des Allemands libres » (Chor der freien Deutschen), il a fait exécuter quelques-unes de ses propres œuvres. Il a été membre du conseil d'administration du « Heine-Club »  fondé par des émigrants.
En février 1947, il revient en Autriche. Il a vécu comme compositeur indépendant et gagnait sa vie comme critique de musique pour le « Österreichische Tagebuch » et jusqu'en 1969 pour la « Volksstimme ». De 1948 à 1965, il a travaillé comme secrétaire honoraire de l'Association des compositeurs autrichiens. Il a fondé en 1949 avec des personnes aux vues similaires la ÖGZM (Österreichische Gesellschaft für Zeitgenössische Musik, Société autrichienne pour la musique contemporaine). À partir de 1957, il a exercé diverses fonctions dans l'AKM (société autrichienne des auteurs), dont il est devenu le président de 1975 à 1984. Il a occupé ce poste de 1974 à 1978 à la CISAC.
Le 2 juin 1995, Rubin a été enterré au cimetière central de Vienne (Ehrenhain Gruppe 40, no 170).

## Prix
- 1959 : Staatspreis für Musik
- 1961 et 1965 : Förderungspreis der Theodor-Körner-Stiftung
- 1964 : Professorentitel
- 1969 : Prix de la Ville de Vienne de musique
- 1970 : Großer Österreichischer Staatspreis für Musik
- 1974 : Österreichisches Ehrenzeichen für Wissenschaft und Kunst
- 1979 : Ehrenmitgliedschaft der Österreichischen Gesellschaft für zeitgenössische Musik
- 1980 : Österreichisches Ehrenzeichen für Wissenschaft und Kunst
- 1985 : Ehrenmitgliedschaft der Gesellschaft der Musikfreunde in Wien
- 1986 : Ehrenmedaille der Bundeshauptstadt Wien in Gold

## Œuvres
Son œuvre comprend un opéra Kleider machen Leute, dix symphonies, sept concertos, de la musique de chambre et des lieder. Son style non conventionnel s'inspire de celui du Groupe des Six et en particulier de Milhaud. Les rythmes et l'instrumentation sont influencés par Igor Stravinsky et Dmitri Chostakovitch.
Un catalogue peut être trouvé dans les références en ligne.

### Musique pour la scène
- Die Stadt (ballet, E. Canetti, d'après M. Gorki), 1933, rev. 1980
- Kleider machen Leute (opéra comique, prologue, 4 actes, Rubin, d'après G. Keller), 1966-9, Vienne, 1973, suite orchestrale, 1973

### Symphonies
no 1, 1927-8, rev. 1957
no 2, 1937, rev. 1974
no 3, 1939, rev. 1962
no 4 Dies irae, 1943-4, rev. 1972
no 5, 1964-5
no 6, 1973-4, rev. 1983
no 7, 1976-7
no 8, 1980
no 9, 1984 (d'après A. Silesius)
no 10 Hommage à Chartres, 1986

### Autres œuvres orchestrales
- Ballade, 1948
- Musik zu einer Nestroy-Posse, 1958
- Rondo-Burleske, 1960
- 3 Komodianten, 1963
- Sinfonietta, cordes, 1965-6
- Sonatine, 1965
- Double Concerto, 1970
- Pastorale, cordes, 1970
- Concerto pour trompette, 1971-2
- Concerto pour basson, 1976
- Variationen uber einen Bach-Choral, 1978
- Hymnen an die Nacht, 1982 (d'après Novalis)
- Triptychon, 1984
- Concerto pour piano, 1992
- Concertino, violoncelle, orchestre de chambre, 1993-4
- Sinfonia concertante, violon, trompette, basson, orchestre de chambre, 1993
- Concerto pour flûte et cordes, 1994

### Musique de chambre et instruments seuls
- Quatuor à cordes no 1, 1926, rev. 1961
- Sonatine, hautbois, piano, 1927
- Trio à cordes, 1927, rev. 1962
- Sonate, violoncelle, piano, 1928
- Divertimento, trio avec piano, 1966-7
- Serenade, quintette à vent, 1971
- Sonate, violon, piano, 1974
- Concertino, 12 violoncelles, 1975
- Variationen uber ein franzosisches Revolutionslied, clarinette, basson, cor, trompette, trombone, percussion, quatuor à cordes, contrebasse, 1976
- Petite serenade, guitare, 1977
- Variationen uber ein Schubert-Thema, clarinette, basson, cor, quatuor à cordes, contrebasse, 1979
- 4 Impressionen, 8 violoncelles, 1981 (d'après A. Rimbaud)
- Der Schneider im Himmel (J.L.C. et W. Grimm), récitant, quintette à vent, quatuor à cordes, contrebasse, 1981
- Quatuor à cordes no 2, 1981
- Quintette avec clarinette, 1985
- Quatuor à cordes no 3, 1989-90
- Quatuor à cordes no 4, 1990
- Quatuor à cordes no 5, 1990-91
- Quatuor à cordes no 6, 1991
- Duo, violon, violoncelle, 1994
- Serenade, quintette avec piano, 1994

### Musique pour clavier
Sonate no 1, piano, 1925, rev. 1974
Sonate no 2, piano, 1926-7
Sonate no 3, piano, 1928
Tageszeiten, 4 pièces, piano, 1955
Variationen uber einen Bach-Choral, orgue, 1980
Klaviermusik 94, piano, 1994
Sonate no 4, piano, 1994

### Musique chorale
- Die Albigenser (N. Lenau), récitant, A, T, B, chœur, orchestre, 1957--61
- O ihr Menschen (Ein Heiligenstadter Psalm) (oratorio, L. van Beethoven, Bible), baryton, chœur, orchestre/orchestre de chambre, 1977
- Auferstehung (oratorio, Bible, A. Silesius, M. Claudius), S, A, T, B, chœur, orchestre, orgue, 1986
- Licht uber Damaskus (oratorio, Bible, P. Gerhardt, C.F.D. Schubart, R.M. Rilke), S, A, T, B, chœur, orchestre, orgue, 1987-8
- 4 Lieder aus Des Knaben Wunderhorn, chœur, 1991

### Musique vocale
- 6 chansons (C. Marot), voix aigües, piano, 1927
- 5 Gedichte (G. Apollinaire), baryton, piano, 1928
- 4 Gedichte (A. Rimbaud), voix aigües, piano, 1936
- Gegenwart (J.W. von Goethe), 6 lieder, voix aigües, piano, 1938 (orchestration, 1970)
- Chanson satirique sur la Légion étrangère (Meslay-Du-Maine)
- 4 Gedichte (Ballades de François Villon), baryton, piano, 1939-40, rev. 1966 (Meslay-Du-Maine)
  - 1. Au point du jour
  - 2. Je meurs de soif
  - 3. La ballade des pendus
  - 4. Au retour)
- Lieder von unterwegs (Jura Soyfer, Ondra Lysohorsky), 3 lieder, voix medium, piano, 1940 (Damigny)
  - 1. Winter (Soyfer, 20-23 mars 1940)
  - 2. Wenn der Himmel grau wird (Soyfer, 12-19 avril 1940)
  - 3. Dem Morgen entgegen (Lysohorsky, 17-18 avril 1940)
- Dachau - Lied (Soyfer) (Damigny)
- 3 Marienlieder nach Des Knaben Wunderhorn, voix aigües, piano, 1940, rev. 1971 (Paris)
- 5 Gedichte (Goethe), baryton, piano, 1941 (Paris)
- In den Bergen (C.F. Meyer), voix aigües, piano, 1956
- Dorfbilder (A. Grun), 6 lieder, voix medium, piano, 1957
- Nocturnes (Josefa Luitpold), 7 lieder, baryton/basse, piano, 1962
  - 1."Hier lebt ein Mensch"
  - 3."Erlebnis"
  - 4."Ich habe Licht gemacht"
  - 5."Erinnerung"
  - 6."Schwarze Madonna"
- Licht ist Liebe (C. Morgenstern), 7 lieder, baryton, (flûte, Quatuor à cordes)/piano, 1979
- 5 Gedichte (F. Holderlin), B-Bar, piano, 1984
- Nachtgedanken (Li Bai [Le Tai-Po]), voix medium, piano, 1987
- 7 Gedichte (H. Hesse), voix medium, piano, 1990
- 4 Gedichte (Lenau), baryton, piano, 1991
- Die 13 Monate (E. Kastner), voix medium, flûte, clarinette basse, violon, alto, violoncelle, 1991-2
- Mein Gluck (F. Nietzsche), 4 lieder, voix aigüe, piano, 1993
- 7 Gedichte (Silesius), S, A, T, B, quatuor à cordes, 1994